# 弗兰切斯卡·费雷蒂
弗兰切斯卡·费雷蒂（義大利語：Francesca Ferretti，1984年2月15日—），意大利前女子排球运动员。她曾代表意大利国家队参加2004年和2008年夏季奥林匹克运动会排球比赛，均未能收获奖牌。